# Aston Martin F1
Aston Martin F1 je naziv jednog od sportskih odjela britanske automobilske tvrke luksuznog proizvođača Aston Martin i natjecateljske ekipe koja se natječe u utrkama Formule 1.

## Formula 1

### Aston Martin kao konstruktor
Aston Martin je pod vodstvom Sir Davida Browna krenuo vrlo ambiciozno, s ciljem natjecanja u Svjetskom prvenstvu sportskih automobila i Svjetskom automobilističkom prvenstvu kako se tada zvala Formula 1. Na utrci 24 sata Le Mansa 1959. godine Aston Martinov model DBR1 zauzeo je prve dvije pozicije, a s jednim krugom razlike pobjedu je odnio vozački tandem Roy Salvadori i Carroll Shelby, ispred momčadskih kolega Mauricea Trintignanta i Paula Frèrea u drugom Aston Martin DBR1 bolidu. Brown je s istim dvojcem krenuo i u Formulu 1, a ulazak u danas najelitnije automobilističko natjecanje kasnio je upravo zbog razvoja sportskog automobila DBR1, koji je bio postavljen kao prioritet. Bolid DBR4 bio je planiran za sezonu 1958. John Wyer koji je bio na čelu Aston Martinovog projekta u Formuli 1, rekao je da bi novi bolid mogao izazvati Maserati 250F, bolid s kojim je Juan Manuel Fangio osvojio svoj peti naslov 1957. Tony Brooks je izjavio da je DBR4 znatno upravljiviji bolid od Vanwall VW5 koji je 1958. pobijedio na šest utrka.

#### 1959.
Aston Martin je s modelom DBR4 pogonjen Aston Martinovim RB6 L6 2.5 motorom u Formuli 1 debitirao na Velikoj nagradi Nizozemske 1959. godine, trećoj utrci sezone koja se vozila 31. svibnja. Za momčad David Brown Ltd. vozili su Roy Salvadori i Carroll Shelby. S desetim i trinaestim mjestom u kvalifikacijama, vozači zbog kvara na bolidu nisu uspjeli završiti utrku. Nakon što su preskočili utrku u Francuskoj, na stazi Aintree na Velikoj nagradi Velike Britanije, Salvadori je priredio iznenađenje u kvalifikacijama, odvezavši krug identičnim vremenom kao i osvajač pole positiona Jack Brabham u Cooper-Climaxu – 1 minutu i 58,0 sekundi. No pošto je Brabham prvi postavio vrijeme, startao je prvi na gridu. S druge strane Shelby je u tim kvalifikacijama odvezao šesto najbrže vrijeme. No utrka nije dobro započela za Salvadorija i Shelbyja. Nakon što su već u prvom krugu loše startali te izgubili, svaki po sedam mjesta, oba vozača su već u drugom i trećem krugu morala u boks. Razlog je bio prelijevanje punog spremnika za gorivo, prvo na Shelbyjevom bolidu, da bi nakon toga i Salvadori preventivno ušao u boks. Vozači su se vratili u utrku tek na 13. i 21. mjestu. Na kraju je Shelby odustao šest krugova prije kraja utrke zbog problema s magnetskim zavojnicama na motoru, dok je Salvadori završio na šestom mjestu, krug iza pobjednika Brabhama. Nakon što su još jednu utrku u Njemačkoj na Nürburgringu preskočili, vratili su se na Velikoj nagradi Portugala. U kvalifikacijama su zauzeli 12. i 13. mjesto s više od 10 sekundi zaostatka za Stirlingom Mossom na pole positionu. Sutradan su oba vozača uspjela završiti utrku, zauzevši šestu i osmu poziciju. Zadnja utrka sezone za Aston Martin bila je Velika nagrada Italije. U kvalifikacijama su se mučili, dok je u utrci Salvadori morao odustati zbog kvara na motoru, a Shelby je završio na desetom mjestu. Tako je britanska momčad svoju prvu sezonu u Formuli 1 završila bez osvojenog boda, s nastupom na četiri od mogućih devet utrka.

#### 1960.
Za novu sezonu krenulo se s razvojem novog DBR5 modela, koji je u odnosu na svoga prethodnika imao poboljšane performanse ovjesa, no s masivnim motorom na prednjem dijelu bolida nije se mogao nositi s konkurentima čiji su motori bili postavljeni na stražnjem dijelu. Novi bolid ipak nije bio spreman za početak sezone, te je Roy Salvadori na Velikoj nagradi Nizozemske krenuo sam s prošlogodišnjim modelom. U samu utrku nije startao jer je organizator odbio isplatiti momčad Aston Martina. Novi DBR5 bio je spreman tek na sedmoj utrci sezone za Veliku nagradu Velike Britanije na Silverstoneu, a Salvadoriju se kao momčadski kolega pridružio Maurice Trintignant. U kvalifikacijama je Salvadori zauzeo 13. mjesto s 4,8 sekundi zaostatka za najbržim Jackom Brabhamom, dok je Trintignant ostvario tek 21. najbolje vrijeme. U utrci je Salvadori morao odustati zbog problema s upravljačem u 44. krugu, dok je Trintignant utrku završio na jedanaestom mjestu. S obzirom na to da momčad nije ostvarivala očekivane rezultate te nije osvojila niti jedan bod, Aston Martin je odlučio napustiti Formulu 1 te se u potpunosti posvetiti utrkama sportskih automobila. Tadašnji vlasnik Aston Martina David Brown, shvatio je kako je bolje povući se nakon samo pet utrka nego spiskati mnogo novca na razvoj novog bolida i motora koji nisu imali nikakve veze s tadašnjim cestovnim ni ostalim trkaćim modelima tvrtke.

### Aston Martin kao sponzor
Povratak Aston Martina u Formulu 1 nije se nazirao gotovo pola stoljeća, a onda je David Richards, osnivač tvrtke Prodrive, dobio priliku za ulazak njegove momčadi u Formulu 1 2008. Do toga ipak nije došlo, no s obzirom na vlasništvo njegovog konzorcija nad Aston Martinom, britanski se proizvođač automobila ponovno počeo spominjati u kontekstu Formule 1. Richards je tada otklonio tu mogućnost, a prije novog neuspješnog pokušaja da uđe sa svojom momčadi u Formulu 1 2010. godine izjavio je kako postoji mogućnost da momčad nosi ime Aston Martina. Aston Martin se u Formulu 1 vratio 2016. godine kao sponzor momčadi Red Bull Racing, a od 2018. do 2020. imao je ulogu naslovnog sponzora te momčadi.

### Aston Martin kao momčad
Dana 31. siječnja 2020. stigla je vijest da će momčad Racing Point od 2021. postati Aston Martin. Aston Martin je prihvatio ponudu Lawrencea Strolla od 200 milijuna funti za 20% udjela u kompaniji. Britanski proizvođač se nalazio u teškoj financijskoj situaciji te im je hitno bila potrebna financijska injekcija za nastavak poslovanja, a Strollova ponuda bila je privlačnija od konkurentske kineske ponude jer je uključivala i rebrendiranje F1 momčadi Racing Pointa. Aston Martinov ugovor s Red Bullom je istekao na kraju 2020. tako da su brendiranje u Formuli 1 nastavili na ovaj način. U travnju 2020. je stigla vijest da je Toto Wolff, izvršni direktor i suvlasnik Mercedesove momčadi, kupio je 4.77% dionica Aston Martina. S obzirom na to da je Daimler također dioničar Aston Martina, Wolff sa svojim osobnim ulaganjem nije bio u sukobu interesa kad je riječ o njegovoj ulozi u Mercedesovim aktivnostima. Također, Aston Martin je 2021., kao i Racing Point 2020., koristio Mercedesove motore i mjenjače. Daimler je 2013. kupio 5% dionica bez prava glasa u zamjenu za isporuku motora i elektronike za buduće Aston Martinove automobile, a danas je Daimler glavni Aston Martinov dobavljač i ima pravo veta na buduće investicijske partnere.
Vozačku postavu za 2021. su trebali činiti Lance Stroll, sin Lawrencea Strolla i Sergio Pérez, koji je 30. kolovoza 2019. produljio ugovor s Racing Pointom na još tri godine, nakon što je 2014. stigao u momčad koja se tada zvala Force India. No unatoč Pérezovom ugovoru, 10. rujna 2020. je stigla službena vijest da će umjesto Péreza voziti Sebastian Vettel kojem je krajem 2020. istekao ugovor s Ferrarijem. Početkom 2021. Aston Martin je potvrdio novi višegodišnji ugovor s američkom IT korporacijom Cognizant čime će imati pretežno zeleni vizualni identitet nakon što su prošle dvije i pol sezone pod imenom Racing Point, imali pretežno ružičasti identitet zbog naslovnoga sponzora BWT.
2021.

## Vanjske poveznice
- Aston Martin F1 Team - Official website
- Aston Martin - Stats F1